# Wellesbourne and Walton
Wellesbourne and Walton är en civil parish i Stratford-on-Avon i Storbritannien.   Den ligger i grevskapet Warwickshire och riksdelen England, i den södra delen av landet, 120 km nordväst om huvudstaden London. Orten har 5 849 invånare (2011).